# Clover (Hiyori Otsu)
Clover (クローバー?, Kurōbā ) è una serie manga yuri di Hiyori Otsu. Pubblicata da Ichijinsha, i capitoli sono stati raccolti in un volume tankōbon nel 2008.

## Trama
Il manga narra le vicende sentimentali delle quattro sorelle Tachibana, tutte ambientate nel periodo in cui frequentano il liceo e delle pulsioni omosessuali che hanno portato loro a gioire o soffrire per amore.

### Uzuki e Shiho
Uzuki ha da sempre sognato di sedersi sul portabagagli di un vagone e godersi dall'insolita postazione il viaggio in treno. Un giorno, sola, decide di tentare l'impresa, ma il caso vuole che la scorga una sua coetanea e Uzuki, imbarazzata, rinuncia.
Tempo dopo la stessa ragazza testimone sul treno si presenta in classe di Uzuki, è la sua nuova compagna. Per introdurla alla scuola nuova viene affidata a Tachibana che soffre molto per la responsabilità: Shiho è una ragazza appariscente e frivola e anche dopo aver conosciuto il regolamento scolastico si diverte ad infrangerlo quando questo non le permette di potersi vestire come vuole. Uzuki viene sempre ripresa assieme a lei e questo rende la nuova arrivata odiosa alla giovane finché questa non si dimostra inaspettatamente gentile e riconoscente alla sua compagna. Uzuki, ormai amica di Shiho, decide deliberatamente di infrangere le regole e mettersi lo smalto che le ha regalato Shiho per suggellare la nuova amicizia.
Insieme infine si godono un viaggio sul portabagagli.

### Midori e Sugiura
Midori lavora part-time in una pasticceria. Qui i ferma tutti i giorni una mascolina ed affascinante ragazza. Un giorno Midori le propone di lavorare con lei.
Divenute ormai due collaboratrici intime, Midori si lamenta con l'amica di essere ancora single.
Sugiura, confidatole di non avere neanche lei un ragazzo al momento, le propone di frequentarsi tra loro, come un'atipica “coppia temporanea” finché una delle du non troverà un compagno.
Accettata come per gioco la proposta di Sugiura, Midori finisce per trovare piacevole frequentare l'amica e fingere di essere impegnata con lei. Quando però un ragazzo le si dichiara ponendo così fine alla finzione, come vorrebbero le regole, Midori rifiuta la proposta del ragazzo e confessa a Sugiura di essersi innamorata di lei proprio frequentandola per il gioco stabilito mesi prima. 
Allora Sugiura, sorprendendo l'amica, le si dichiara svelando di averla amata da molto prima, da quando l'aveva vista in pasticceria e aveva deciso di prendere dei dolcetti tutti i giorni pur di poterle parlare un poco.
Anni dopo, quando ormai le due ragazze frequentano l'università, Midori inizia a nutrire dubbi sulla passione che le unisce e, notando come adesso sia limitato il tempo che riesce a trascorrere con Sugiura teme che il sentimento tra le due si sia ormai estinto.
Decisa a lasciare Sugiura, dopo aver “rotto” con lei e aver visto scorrere amare lacrime sul viso della compagna scopre che questa, desiderando vivere insieme a Midori e addirittura sposarla, si era gettata anima e corpo nel lavoro e negli studi di giurisprudenza per poter pagare l'affitto di un appartamento solo per loro due. Colpita dalla rivelazione e dal sentimento di amore sincero, Midori chiede scusa e promette di sposarsi con Sugiura.
Qualche tempo dopo, dopo essersi trasferite per conto proprio, le due si uniscono in matrimonio.

### Tachibana e Hashimoto
Fuuka frequenta le superiori ed è un'inaffidabile presidente del consiglio studentesco: in ritardo e smemorata, lascia che l'impeccabile Hashimoto la riprenda e le sistemi impegni ed agenda.
Un giorno Tachibana sorprende Hashimoto in compagnia di un'anonima compagna di classe: Ayato Kato. Parlando con quest'ultima scopre che la precisa e irreprensibile collega è una cara amica e che Ayato ha una cotta per lei.
Da attenta osservatrice – soprattutto nei confronti di Hashimoto – Fuuka sa che l'amore dell'anonima Kato è ricambiato e perciò spinge la compagna del consiglio a fare il primo passo. Divenute le due una coppia, Fuuka con malinconia diventa un'impeccabile presidente: tra se e se rimugina sull'accaduto e sa di non aver più bisogno di sfuggire giocosamente dalle proprie responsabilità per ottenere le attenzioni di Hashimoto, di cui era innamorata.

### Itchan e Kazuyo
Innamoratasi fin dal primo incontro della vicina di casa, Kazuyo si è tuttavia sempre tenuta ben lontana da Itchan che, spigliata e seducente, ha sempre avuto ammiratori e ragazzi al suo fianco.
Questo tuttavia non ha impedito che proprio Itchan si avvicinasse alla coetanea e vicina ed iniziasse a frequentarla suo malgrado, essendo dotata di un carattere socievole ma deciso ed intraprendente.
Essendo inoltre la maggiore delle sorella Tachibana Itchan è spesso indaffarata con le sorelline o le faccende di casa e perciò non è sempre presa da uscite frivole; quando Kazuyo scopre che il ragazzo dell'amica si vede anche con un'altra, le diventa impossibile dire la verità e rischiare così di ferire Itchan.
Quando però la verità viene a galla la vicina la stupisce ancora una volta: lungi dall'essere disperata Itchan ha deciso di riprendersi il cuore di Kenji e solo dopo averlo riconquisto spezzarglielo per fargliela pagare.
Approfittando del tema che verte sull'amore e l'affetto fra le persone, Kazuyo allora approfitta e si dichiara a Itchan, questa, ancora una volta non sorpresa, la ringrazia di essere sempre al suo fianco.

## Personaggi
Uzuki Tachibana
Precisa studentessa, cova il sogno di viaggiare sul portabagagli del treno da quando un insegnante le ha raccontato che nei tempi andati, per il sovraffollamento, non era raro vedere studenti seduti fra valigie e zaini. È l'amicizia di Shiho ad ammorbidire il suo carattere.
Shiho Sakurai
Abituata a curare molto l'aspetto fisico e a vestirsi in maniera sgargiante, si dimostra molto insofferente al regolamento della nuova scuola che le vieta di essere troppo appariscente. Affidata a Tachibana, finisce per far scoprire all'amica le gioie delle piccole trasgressioni.
Midori Tachibana
Pasticciera part-time ai tempi del liceo, il suo carattere romantico le fa soffrire molto lo stato di single, almeno fino a quando non accetta di diventare la compagna di Sugiura.
Sugiura
Mascolina studentessa di buona famiglia, innamorata di Midori ma incapace di prendere l'iniziativa, finisce per accontentarsi di comprare dolcetti alla pasticceria tutti i giorni pur di incontrarla.
Yuu-chan
Compagna di classe di Midori e sua confidente.
Fuuka Tachibana
Apparentemente una pigra presidente del consiglio, in realtà Fuuka è innamorata segretamente della compagna Hashimoto e perciò cerca di attirare, con la sua aria indolente e svampita, le attenzioni della puntigliosa segretaria del consiglio studentesco.
Hashimoto
Leggermente tsundere, Hashimoto è una ragazza profondamente sensibile ma dall'apparenza di dura e irreprensibile membro del consiglio studentesco. Data l'imprevedibilità di Tachibana è spesso lei a curare gli affari del consiglio. È amica d'infanzia di Ayano, di cui è innamorata.
Ayako Kato
Studentessa assieme a Tachibana e Hashimoto, amica d'infanzia di quest'ultima, della quale è inoltre innamorata. Timida e ben poco appariscente preferisce incontrare l'amica così in vista solo in biblioteca, di nascosto.
Itchan Tachibana
Egocentrica e vitale, Itchan non si fa scrupolo di usare gli altri per propri fini se necessario, ma d'altro canto è anche una premurosa sorella maggiore dagli atteggiamenti materni verso le piccole Tachibana.
Kazuyo Masaki
Innamorata da sempre di Itchan, non si è mai riuscita a dichiarare perché quasi intimorita dalla sicurezza dell'amica. Questa è tuttavia riuscita ad avvicinarsi alla ritrosa vicina di casa e ad iniziare a frequantarla come amica.
Kenji
Fidanzato infedele di Itchan.